# Inga Lindström: Frederiks Schuld
Frederiks Schuld ist ein deutscher Fernsehfilm von Udo Witte aus dem Jahr 2011. Er ist Bestandteil des ZDF-Herzkino-Sonntagsfilms und der 41. Film innerhalb der Inga-Lindström-Reihe. Die Hauptrollen sind mit Michaela May, Christian Kohlund, Anna Hausburg und Axel Schreiber besetzt.

## Handlung
Die junge Nele Lindberg lebt mit ihrer Großmutter Katerina in Stockholm. Diese schenkt ihrer Enkelin zum 18. Geburtstag ein altes Familienerbstück – eine Halskette, die auch schon Neles Mutter getragen hatte, bevor sie sehr jung bei der Geburt ihrer Tochter starb. Von ihrem reichen Freund Markus wird Nele mit einem Geburtstagsausflug überrascht. Es geht zum Sommarsberg, einem edlen Hotel, das dem Magnaten Frederik Hamsun gehört. Dieser macht mit seiner weitaus jüngeren Verlobten Hanna Sundvall zur selben Zeit Urlaub dort. In Sommarsberg trifft Nele auch den Architekturstudenten Lasse Lundin wieder, der ihr kurz zuvor begegnet ist und dort als Chauffeur jobbt. Frederik ist von Neles Erscheinen sowie ihrer Kette erschüttert, verrät aber sein Geheimnis nicht. Stattdessen bietet er ihr einen Sommerjob als Aushilfe an, was zu Streitereien Neles mit Markus führt.
Während ihrer Zeit in Sommarsberg nähern Nele und Lasse sich an, gleichzeitig findet sie heraus, dass Hanna eine Affäre mit einem anderen Mann hat und Frederik nur des Geldes wegen heiraten will. Als Frederik Katerina in Stockholm besucht, wird ihre Geschichte offenkundig: Frederik und Katharina waren einst verheiratet. Er war Arzt, konnte allerdings die gemeinsame Tochter, Neles Mutter, nach einem Unfall nicht mehr retten. Seitdem gibt Katerina Frederik die Schuld am Tod ihrer Tochter und verbietet ihm jeglichen Kontakt mit Nele.
Etwas später besucht Markus Nele in Sommarsberg, allerdings wird Nele klar, dass sie ihn nicht liebt, und sie trennt sich von ihm. Als sie mit Frederik nach Stockholm fährt und ihre Großmutter daraufhin einen Schwächeanfall erleidet, erzählt Katerina ihr, dass Frederik ihr Großvater ist und sie und Nele nach deren Geburt im Stich ließ. Die völlig verstörte Nele kommt daraufhin mit Lasse zusammen, der sie tröstet. Beide fahren zurück nach Sommarsberg, wo Frederik Nele die ganze Geschichte erzählt. Diese wendet sich daraufhin von ihm ab und gibt ihm in ihrer Wut den Beweis für Hannas Untreue. Frederik löst die Verlobung und spricht sich mit Nele aus. Am Ende versöhnen sich Katerina und Frederik.

## Produktion
Frederiks Schuld wurde vom 11. Juli bis 5. August 2011 in Nyköping und Umgebung sowie Stockholm gedreht. Der Film erlebte am 4. Dezember 2011 im ZDF seine Fernsehpremiere, wobei die Einschaltquoten bei 5,15 Millionen Zuschauern, d. h. 13,7 % (ab 3) lagen. Im Jahr 2012 erschien der Film im Rahmen der Inga-Lindström-Collection auf DVD.

## Kritik
TV Spielfilm nannte den Film „TV-Kitsch“, befand jedoch, dass „etwas Selbstironie … die Setzkastendramaturgie [rettet]“. Fazit: Schwedenschmalz in bewährter Manier. Für die TV Movie war es eine „sonnig-seichte Story in schönen Bildern“, während der film-dienst befand, dass im Film „auf genreübliche Weise Geheimnisse der Vergangenheit gelüftet werden.“
Für Rainer Tittelbach von Tittelbach.tv stellte sich „diese Schweden-Schmonzette [als] erträglich [heraus], wenn jugendliche Frische in Gestalt von Anna Hausburg die Oberhand gewinnt über abgestandene, ins Soapige gewendete Melo-Muster, für die vor allem Michaela May grantige Miene zum allzu bekannten Spiel machen muss. Immer diese bedeutungsvollen, künstlich hochgespielten Familienkonflikte und diese ewigen ‘Schatten der Vergangenheit’! Sadlos Seifenblasen sind zu schwer zum Fliegen“.